# Chiesa della Madonna degli Angeli (Romana)
La chiesa della Madonna degli Angeli è un edificio religioso ubicato a Romana, centro abitato della regione del Meilogu, in Sardegna. Consacrata al culto cattolico, è sede dell'omonima parrocchia e fa parte della diocesi di Alghero-Bosa.
La chiesa, edificata nel secolo XVI in forme tardogotiche, è stata abbondantemente rimaneggiata durante lavori di ristrutturazione eseguiti nel XVIII secolo. A quel periodo risale l'edificazione del campanile, una torre a canna quadrata sormontata da una cuspide.

## Galleria d'immagini

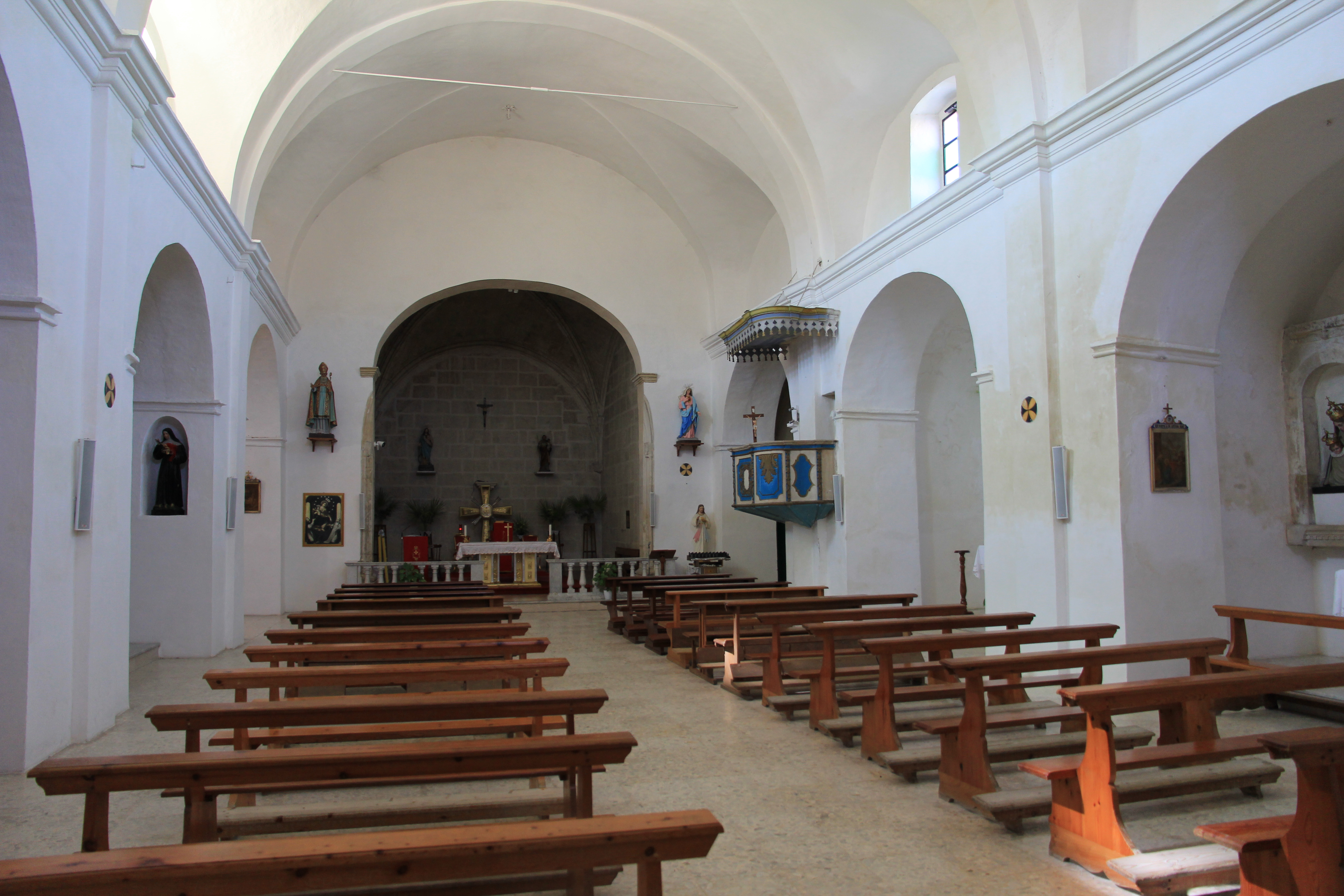
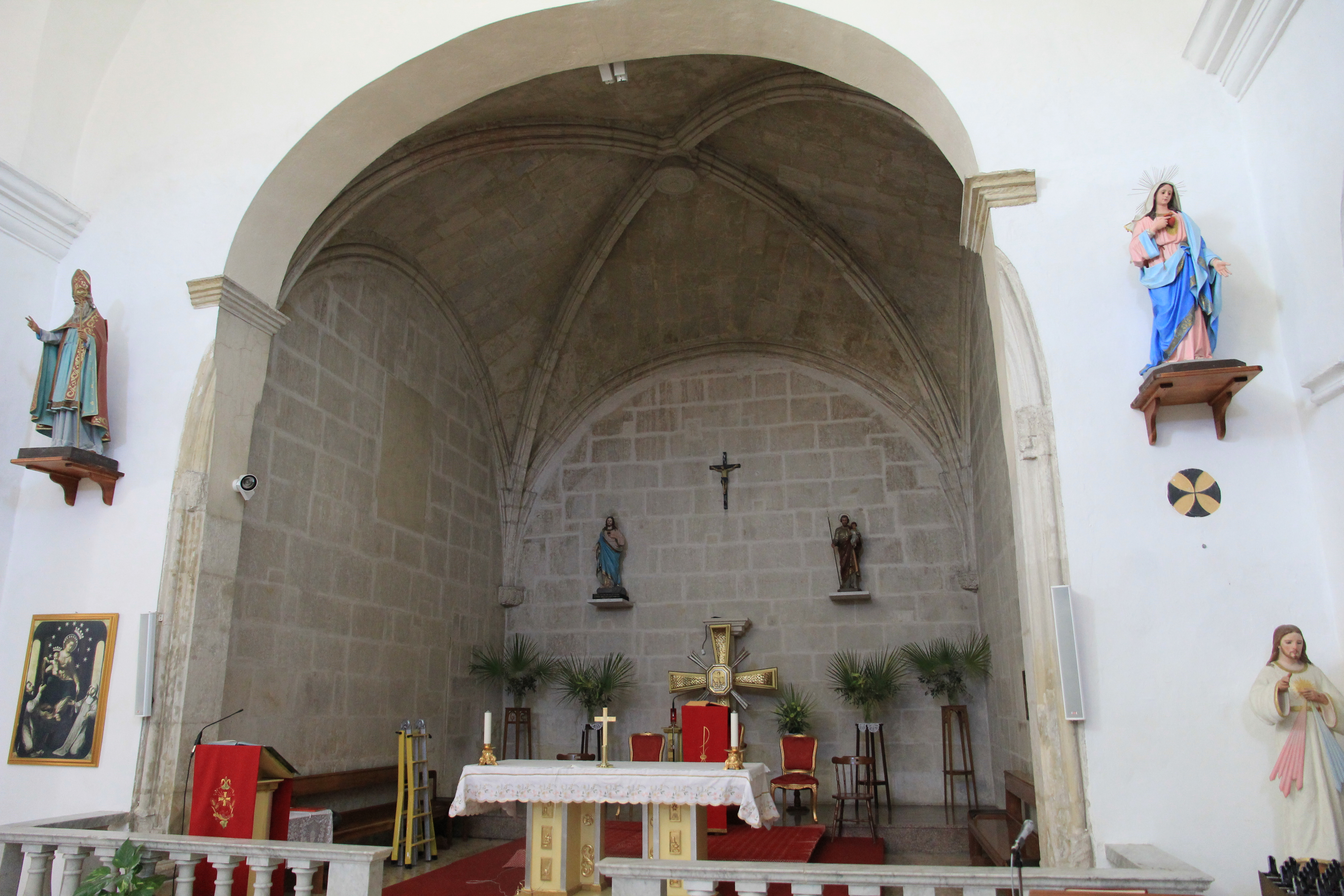
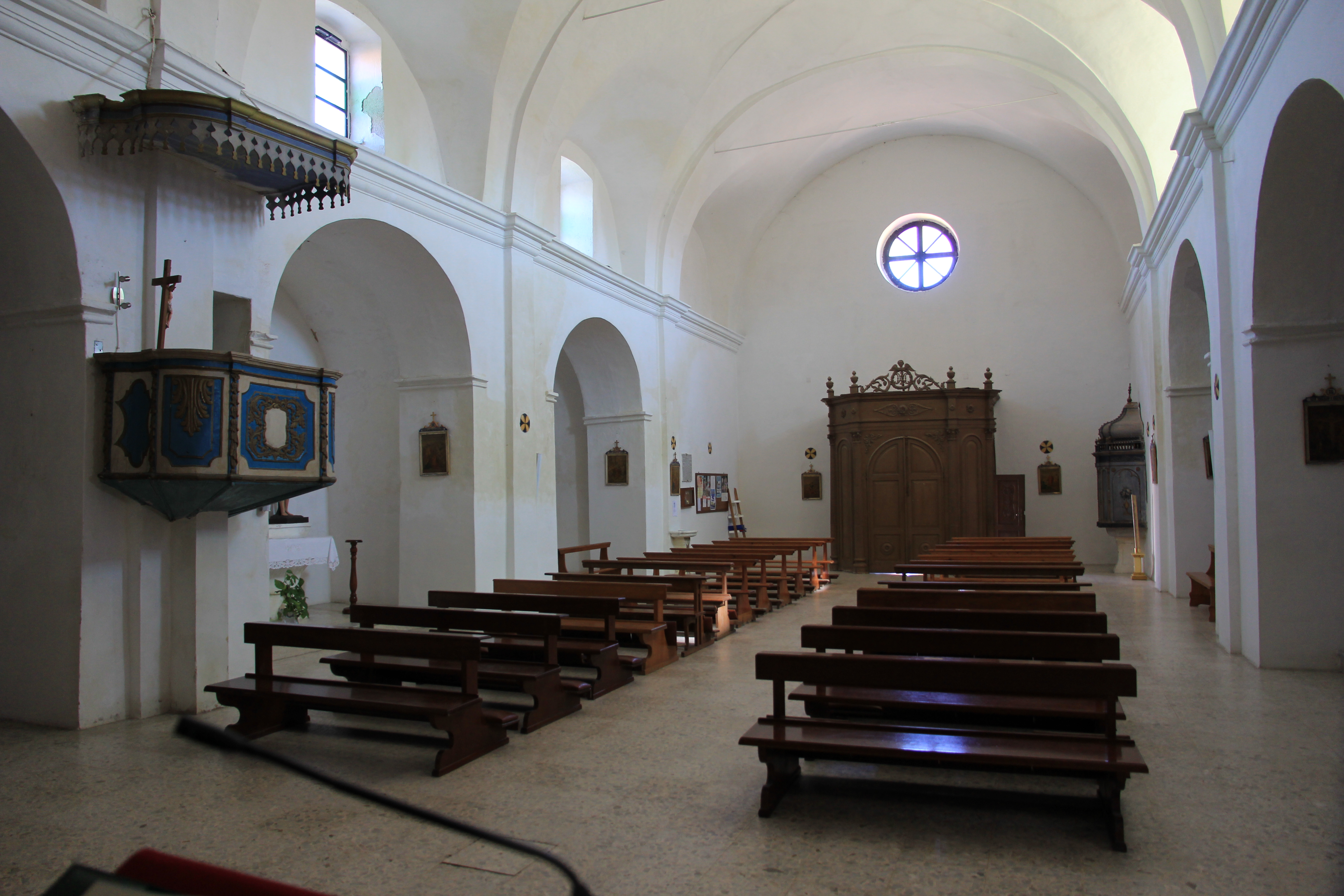
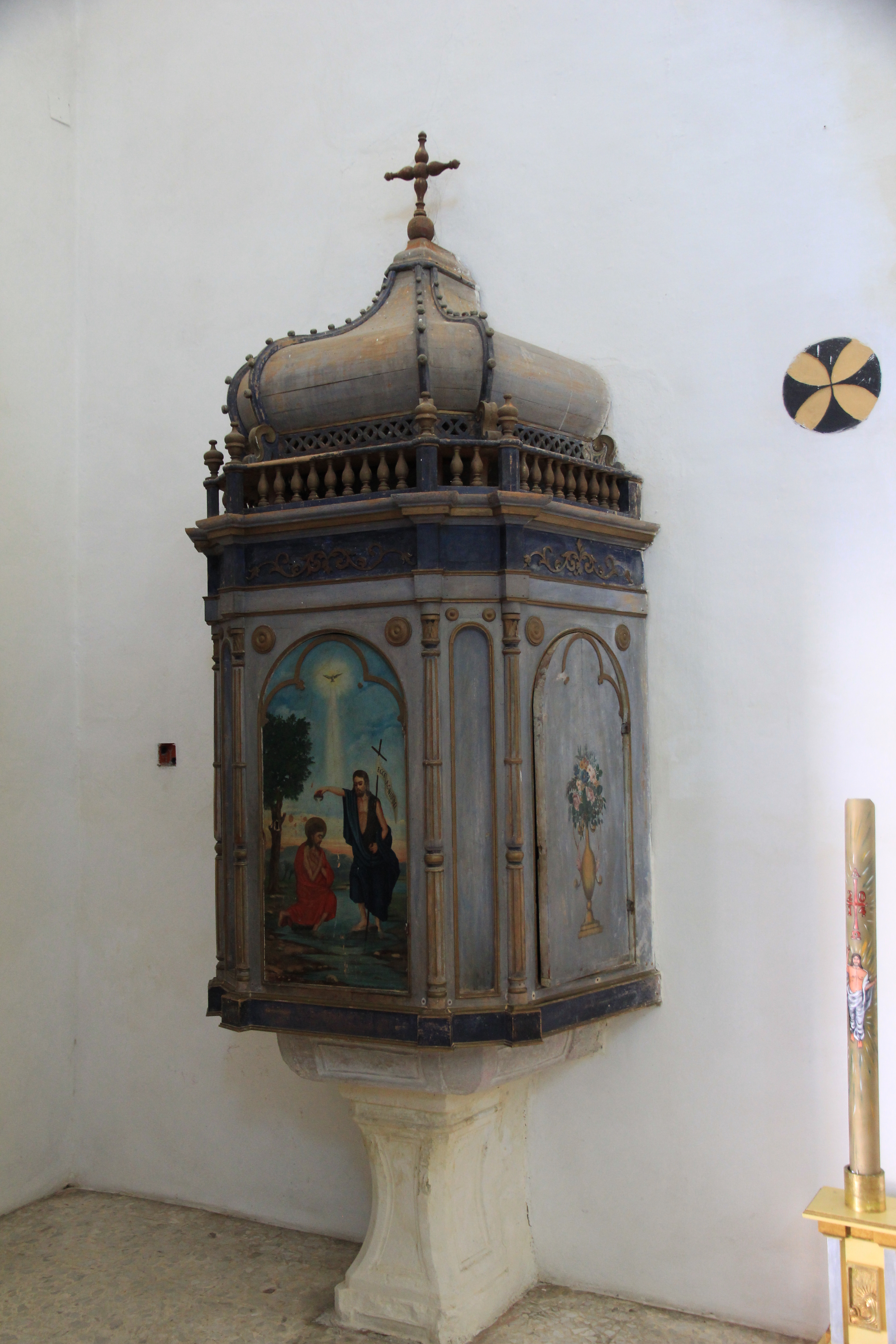